# Suzanna Catharina de Graaff
Suzanna Catharina de Graaff, nacida como Suzanna Catharina Hemmes (6 de mayo de 1905 a 26 de noviembre de 1968), fue una holandesa que decía ser una quinta hija del zar Nicolás II de Rusia y de la zarina Alejandra Románova. Su reclamación fue aceptada por Anna Anderson, que decía ser la gran duquesa Anastasia, por Marga Boodts, que afirmaba ser la gran duquesa Olga, y por algunos otros.

## Primeros años
De Graaff era la hija de Johannes Leendert Hemmes, un hombre que decía ser capaz de utilizar sus facultades psíquicas para diagnosticar mediante la orina de las personas cualquier tipo de enfermedad. De Graaff se casó dos veces, una con Antoon Weelden, con quien tuvo un hijo. Tras divorciarse de Antoon, se casó con Jan Barencon quien tuvo gemelas.

## La historia
De Graaff, que más tarde se llamó a sí misma "Princesa Alexandra", dijo que ella había nacido en 1903, año en que la zarina Alexandra pudo experimentar un "embarazo psicológico "o un aborto involuntario . De acuerdo con los diarios de los familiares que fueron publicadas más tarde, Alexandra no dio a luz a un niño en 1903. Sin embargo, de Graaff dijo que debido a que Nicolás y Alexandra ya tenían cuatro hijas y a que había una fuerte presión sobre ellos para tener un heredero varón, decidieron dar a su quinta hija en adopción. 
Philippe Vachot , un médico de Lyon que trabajaba por esas fechas en la Corte Imperial, fue quien supuestamente lo arregló todo para la adopción de la niña. Algunos de los seguidores de De Graff, ven en esto un punto de apoyo, ya que Vachot fue a la Corte por sus supuestos poderes de control sobre el sexo de los embriones. Por lo tanto, a Vachot le interesaba dar la niña en adopción. Tras el nacimiento en 1905 del Zarévich Alexis, Vachot regresó a Francia con una gran fortuna, recompensado por los Romanov.
De Graaff dijo al Daily Telegraph en octubre de 1968 que su padre adoptivo le dijo la verdad sobre sus orígenes en 1937. En ese momento recibió la dote de los Romanov: cinco millones de rublos , un paño que pertenece a las joyas de la corona y algunas "baratijas". Hemmes le dijo que había recibido "dinero por su silencio" de parte de los Romanov. Algo interesante es que Hemmes, que provenía de una familia pobre fue capaz en 1919 de construir una lujosa casa para su familia en Róterdam, que más tarde se perdió a través de unas relaciones comerciales. Por otra parte, Suzanna de Graaff dejó los billetes de rublo que recibió a sus tres hijos como herencia, uno de los cuales, Anton van Weelden, mostró su parte al periodista James Lovell en 1989. Lovell informó en su libro "Anastasia: La princesa perdida" (St. Martin Press, 1991) que los rublos que van Weelden le mostró, eran anteriores a la revolución, y que nunca habían estado en uso.
Anna Anderson le dijo al Daily Telegraph que ella aceptaba las reclamaciones de De Graaff porque recordaba el embarazo de Alexandra. Las dos mujeres se reunieron en Alemania en 1950 e intercambiaron cartas. Adriana Hemmes, hermana de De Graaff, rechazada las pretensiones de Graaff. De Graaff murió de un ataque al corazón en noviembre de 1968.
De Graaff nunca trató de sacar provecho de sus pretensiones, y de hecho hizo público su historia sólo unas semanas antes de su muerte.
Además también tuvo una fuerte relación con Marga Boodts, quien afirmaba ser Olga. Ambas se trataban como hermanas y se enviaron una multitud de cartas. A la muerte de De Graff, un hijo de ella fue a visitar a Marga a Menaggio y le daba el trato de "tía" y ella de "sobrino".